# Perklórsav
A perklórsav (HClO4) egyike a legerősebb egyértékű savaknak, vízben gyakorlatilag teljes a protolízise. Savmaradékionja a perklorátion (ClO−4), amely szabályos tetraéder alakú és delokalizált pi-elektronokat tartalmaz. A molekulában, illetve a savmaradékionban a Cl oxidációs száma +7. A perklórsavat a fémek nem redukálják, hanem hidrogénfejlődés közben oldódnak benne. Sói, a perklorátok állandóak, és vízben jól oldódnak.

## Előállítása
A sóiból, a perklorátokból (például a kálium-perklorátból) perklórsav szabadítható fel:
{\displaystyle \mathrm {2\ KClO_{4}+H_{2}SO_{4}\rightarrow 2\ HClO_{4}+K_{2}SO_{4}} }
Előállítható a klorátok (a klórsav sóinak) vizes oldatából elektrolízissel is. Ekkor a klorátionok és a hidroxidionok egyszerre semlegesítődnek, így perklórsav keletkezik:
{\displaystyle \mathrm {ClO_{3}^{-}+OH^{-}\rightarrow HClO_{4}+2\ e^{-}} }